# Ewil
Der Weiler Ewil ist ein Ortsteil der Gemeinde Sachseln im Kanton Obwalden.

## Geographie
Ewil liegt südwestlich des Dorfes Sachseln am Sarnersee an der Brünigstrasse (Hauptstrasse 4). Zwischen Ewil und Sachseln liegt der Weiler Edisried. Der Weiler Ewil ist keine verwaltungstechnisch oder politisch abgegrenzte Einheit von Sachseln, daher sind die Grenzen nicht genau festgelegt. Im engeren Sinn besteht Ewil aus dem geschlossen bebauten Gebiet beiderseits der Brünigstrasse bis an das Ufer des Sarnersees. Jedoch wird auch das nordöstlich liegende Quartier mit überwiegend gewerblicher Nutzung (Maxon Motor AG, Holzbauunternehmen, Autogaragen) zu Ewil gezählt. Das südwestlich am Ende des Sarnersees gelegene Zollhaus und die am südwestlichen Ende des Sees gelegene Siedlung Ried gehören auch zu Sachseln, werden aber nicht dem Weiler Ewil zugeschrieben.
Durch das Siedlungsgebiet von Ewil führten die Bäche Sigetschwandgraben und Leimerengraben. Diese hatten bei Unwettern in den Jahren 1926, 1954, 1955, 1996, 1997 und 2007 zu Überschwemmungen geführt und im Gebiet Ewil grosse Schäden verursacht. Um die von den beiden Bächen ausgehende Hochwassergefahr zu beseitigen, wurde 2008 bis 2009 ein Verbauungsprojekt für 3,8 Millionen Franken realisiert. Im oberen Bereich beider Gerinne wurden zwei Geschiebesammler für den Rückhalt von Geschiebe und Holz errichtet. Der Leimerengraben wurde unterhalb des Geschiebesammlers in einer langgezogenen Rechtskurve in nordwestlicher Richtung zum Sigetschwandgraben geführt. Der Sigetschwandgraben wurde unterhalb der Schlucht aus seiner ursprünglichen Falllinie abgeleitet und quert nun in einer Linkskurve die Geländerippe. Oberhalb der Brünigstrasse fliessen nun beide Bäche zusammen und werden in einem gemeinsamen, rund 550 Meter langen offenen Gerinne in den Sarnersee geleitet. Dieses Gerinne quert die Kantonsstrasse sowie die Gleisanlage der Zentralbahn.

## Sehenswürdigkeiten
Die Kapelle St. Apollonia von 1756 steht als Kulturgut von regionaler Bedeutung unter Denkmalschutz. Zwei Wohnhäuser sind als Kulturobjekte von lokaler Bedeutung klassifiziert. Das Ortsbild von Ewil hat sich seit der 1990er Jahre stark verändert. «Innerhalb weniger Jahre hat sich das ehemals bedeutende historische Ortsbild durch Abbrüche und Neubauten bis zur Unkenntlichkeit verändert. Die meisten Schutzbestrebungen sind hier gescheitert.» So resümierte im Jahr 2010 Peter Omachen, kantonaler Denkmalpfleger des Kantons Obwalden.

## Wirtschaft
Das nordöstliche Quartier von Ewil ist durch Industriebetriebe geprägt. Dort ist das Firmengelände der Maxon Motor AG, dem grössten Arbeitgeber im Kanton Obwalden. Daneben sind dort mehrere mittelständische Betriebe angesiedelt, wie beispielsweise Holzbau, Autogaragen, Schreinerei und Kranservice. Am Ufer des Sees liegt ein Campingplatz und am westlichen Ende des Weilers ein kleiner Bootshafen. 

## Verkehrsanbindung
Der Ortsteil liegt an der Brünigstrasse (Hauptstrasse 4) zwischen Sachseln und Giswil. Seit dem Jahr 2005 besteht an der Brünigbahn die Haltestelle Ewil-Maxon der Zentralbahn im nordöstlichen Quartier. Der Jakobsweg von Stans über Flüeli-Ranft verläuft durch Ewil und Giswil über den Brünigpass und weiter nach Interlaken.